# IC 2562
IC 2562 ist eine Spiralgalaxie vom Hubble-Typ Sc im Sternbild Löwe an der Ekliptik. Sie ist schätzungsweise 379 Millionen Lichtjahre von der Milchstraße entfernt.
Das Objekt wurde am 29. März 1896 von Stéphane Javelle entdeckt.